# Le Cirque en révolte
Pour plus de détails, voir Fiche technique et Distribution.
Le Cirque en révolte (anglais : Man on a Tightrope ; allemand : Ein Mann auf dem Drahtseil) est un film ouest-germano-américain en noir et blanc réalisé par Elia Kazan, sorti en 1953.
Il s'agit d'un film de propagande anticommuniste produit durant la période du maccarthysme. Selon Erick Maurel sur DVDclassik, il s'agit d'« un des pamphlets anticommunistes les plus intelligents et tendus des années 1950 ». Le critique Cédric Lépine estime que « La société humaine que dépeint Elia Kazan s'éloigne ainsi des stéréotypes manichéistes du film de propagande ».

## Synopsis
Tchécoslovaquie, 1952. Le cirque Cernik n'est plus libre de ses déplacements depuis que les communistes ont pris le pouvoir et nationalisé le cirque. Le directeur Karel Cernik doit s'expliquer auprès du bureau politique. Il doit modifier certains numéros du programme qui ne plaisent pas au parti et renvoyer une actrice considérée comme étrangère, sous peine de perdre son autorisation à diriger le cirque. En fait, le but de Cernik est de se rapprocher de la frontière allemande et de faire passer en zone libre le personnel et les animaux. Il apparaît alors qu'un espion, qui renseigne les autorités, se trouve dans le cirque.

## Fiche technique
- Titre français : Le Cirque en révolte ou L'Homme sur la corde raide[3]
- Titre original anglais : Man on a Tightrope ou International Incident
- Titre allemand : Ein Mann auf dem Drahtseil
- Réalisation : Elia Kazan
- Scénario : Robert E. Sherwood, d'après le roman de Neil Paterson : Man on a Tightrope: The Short Novel (1953)
- Production : Robert L. Jacks et Gerd Oswald
- Musique : Franz Waxman
- Photographie : Georg Krause
- Montage : Dorothy Spencer
- Sociétés de production : Twentieth Century Fox - Bavaria Film
- Pays de production :  États-Unis -  Allemagne de l'Ouest
- Langue originale : anglais
- Format : noir et blanc — 1,37:1 — son : mono
- Genre : drame, espionnage
- Durée : 105 min
- Dates de sortie :
  - États-Unis : 1er avril 1953 (Los Angeles)
  - Allemagne de l'Ouest : 29 juin 1953
  - France : 17 septembre 1954

## Distribution
- Fredric March : Karel Cernik
- Terry Moore : Tereza Cernik
- Gloria Grahame : Zama Cernik
- Cameron Mitchell : Joe Vosdek
- Adolphe Menjou : Fesker
- Robert Beatty : Barovic
- Alexander D'Arcy : Rudolph
- Richard Boone : Krofta
- John Dehner : Chef
- Paul Hartman : Jaremir